# USS Somers (DD-947)
USS Somers (DD-947/DDG-34) là một tàu khu trục lớp Forrest Sherman từng hoạt động cùng Hải quân Hoa Kỳ trong giai đoạn Chiến tranh Lạnh. Nó là chiếc tàu chiến thứ sáu của Hải quân Hoa Kỳ được đặt cái tên này, theo tên Trung úy Hải quân Richard Somers (1778-1804), sĩ quan hải quân tử trận trong cuộc Chiến tranh Barbary thứ nhất. Nó đã dành gần trọn quãng đời hoạt động để phục vụ tại khu vực Thái Bình Dương và Viễn Đông, từng tham gia cuộc Chiến tranh Việt Nam, được cải biến thành một tàu khu trục tên lửa điều khiển và xếp lại lớp thành DDG-34, rồi tiếp tục hoạt động cho đến khi xuất biên chế vào năm 1982. Con tàu cuối cùng bị đánh chìm như một mục tiêu tại vùng biển Hawaii vào năm 1998. Somers được tặng thưởng năm Ngôi sao Chiến trận do thành tích phục vụ tại Việt Nam.

## Thiết kế và chế tạo
Khi đưa vào hoạt động, lớp Forrest Sherman là những tàu khu trục Hoa Kỳ lớn nhất từng được chế tạo, dài 418 foot (127 m) và trọng lượng choán nước tiêu chuẩn 2.800 tấn (2.800 tấn Anh). Nguyên được thiết kế theo dự án SCB 85, chúng được trang bị ba pháo 5 inch (127 mm)/54 caliber trên ba tháp pháo đơn (một phía mũi, hai phía đuôi tàu), bốn pháo phòng không 3 inch (76 mm)/50 caliber trên hai tháp pháo đôi, cùng súng cối Hedgehog và ngư lôi chống ngầm.
Somers được đặt lườn tại xưởng tàu của hãng Bath Iron Works ở Bath, Maine vào ngày 4 tháng 3, 1957. Nó được hạ thủy vào ngày 30 tháng 5, 1958, được đỡ đầu bởi bà Charles E. Wilson, và nhập biên chế cùng Hải quân Hoa Kỳ vào ngày 3 tháng 4, 1959 dưới quyền chỉ huy của Hạm trưởng, Trung tá Hải quân Edward J. Cummings, Jr.

## Lịch sử hoạt động
Sau khi hoàn tất việc chạy thử máy huấn luyện, Somers rời Boston, Massachusetts vào ngày 1 tháng 6, 1959 để đi Newport, Rhode Island, rồi lên đường năm ngày sau đó cho chuyến đi sang các cảng Bắc Âu ngang qua Argentia, Newfoundland. Nó đã viếng thăm Copenhagen, Đan Mạch; Stockholm, Thụy Điển; Portsmouth, Anh; và Kiel, Đức, nơi nó tham gia lễ hội Tuần lễ Kiel. Rời Portsmouth, Anh để quay trở về Hoa Kỳ, ghé đến Bermuda và huấn luyện trong năm ngày tại khu vực vịnh Guantánamo, Cuba trước khi băng qua kênh đào Panama vào ngày 19 tháng 7. Đi đến cảng nhà San Diego, California vào ngày 27 tháng 7, nó tiếp tục chạy thử máy dọc theo vùng bờ Tây trong sáu tuần lễ tiếp theo, rồi được đại tu từ ngày 1 tháng 10 đến ngày 8 tháng 11.

### Phục vụ tại Viễn Đông

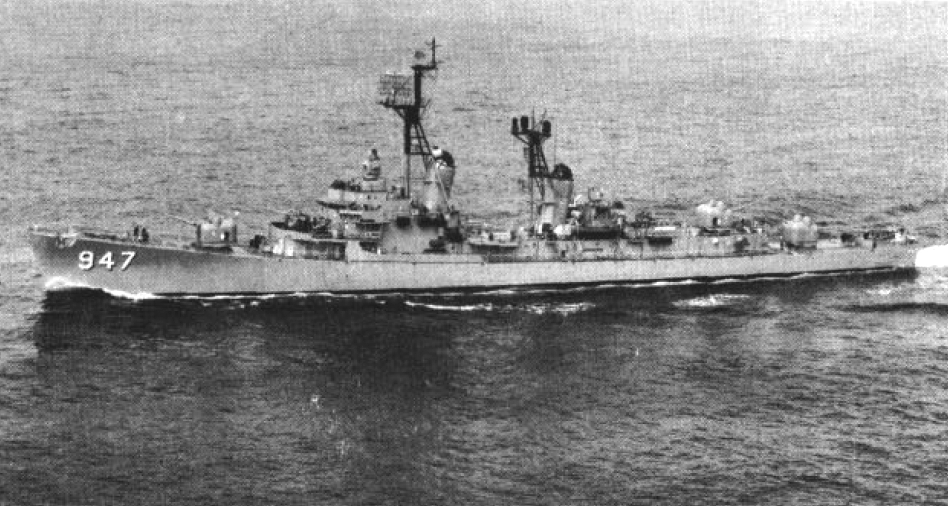
USS Somers trước khi được hiện đại hóa, khoảng năm 1963.

Trong gần bảy năm tiếp theo, Somers luân phiên các hoạt động huấn luyện và bảo trì thường lệ từ cảng nhà với những lượt biệt phái sang hoạt động tại khu vực Tây Thái Bình Dương để phục vụ cùng Đệ Thất hạm đội; con tàu được phái sang Viễn Đông bốn lần trong giai đoạn này, và ở lại hoạt động tại vùng bờ Tây từ năm 1962 đến năm 1964.
Ba lượt phục vụ đầu tiên tại Viễn Đông diễn ra trong bối cảnh thời bình, bao gồm việc thực hành huấn luyện cùng Đệ Thất hạm đội và tập trận phối hợp cùng hải quân các nước trong Khối SEATO. Trong lượt phục vụ thứ hai và thứ ba vào các năm 1961 và 1963, chiếc tàu khu trục đi đến Australia tham dự các lễ kỷ niệm lần thứ 19 và 20 của Trận chiến biển Coral. Đến lượt phục vụ thứ tư cùng Đệ Thất hạm đội, con tàu lần đầu tiên tham gia tác chiến trong khuôn khổ cuộc Chiến tranh Việt Nam. Nó đã hoạt động trong vịnh Bắc Bộ, phục vụ canh phòng máy bay cho các tàu sân bay Coral Sea (CVA-43), Hancock (CVA-19) và Ranger (CVA-61) khi máy bay của chúng ném bom các tuyến đường tiếp vận quân sự tại Bắc Việt Nam.
Rời cảng Yokosuka, Nhật Bản vào ngày 30 tháng 7, 1965 để quay trở về Hoa Kỳ, Somers về đến San Diego vào ngày 12 tháng 8, và sau một tháng nghỉ phép, bảo trì và sửa chữa, nó tiếp tục các hoạt động huấn luyện và bảo trì thường lệ tại vùng bờ Tây.

### Cải biến thành tàu khu trục tên lửa điều khiển
Vào ngày 11 tháng 4, 1966, Somers đi vào Xưởng hải quân San Francisco để bắt đầu được cải biến thành một tàu khu trục tên lửa điều khiển. Con tàu được cho xuất biên chế trong giai đoạn từ tháng 4, 1966 đến tháng 2, 1968, khi 90% cấu trúc thượng tầng được đổi mới, trang bị radar dò tìm không trung AN/SPS-48A 3D, tăng cường các hệ thống tên lửa đất đối không RIM-24 Tartar và tên lửa chống ngầm RUR-5 ASROC. Ngoài ra chiếc tàu khu trục còn được đại tu toàn bộ hệ thống động lực và bổ sung nhiều thiết bị điện tử khác. Somers được xếp lại lớp với ký hiệu lườn mới DDG-34 vào ngày 15 tháng 3, 1967, rồi được cho tái biên chế trở lại vào ngày 10 tháng 2, 1968. Công việc cải biến hoàn tất vào ngày 16 tháng 5, và nó khởi hành từ Hunters Point, San Francisco vào ngày hôm sau để chuyển đến cảng nhà mới Long Beach, California. Nó tiến hành chạy thử máy huấn luyện dọc theo vùng bờ Tây, trải dài từ Washington cho đến vùng bờ biển Mexico.

### Chiến tranh Việt Nam
Somers khởi hành vào ngày 18 tháng 11, 1969 cho hành trình đi sang vùng Tây Thái Bình Dương. Nó ghé lại Trân Châu Cảng, Hawaii từ ngày 24 đến ngày 28 tháng 11 để bổ sung đạn dược, và tiếp tục có các chặng dừng để tiếp nhiên liệu tại Midway vào ngày 1 tháng 12 và tại Guam vào ngày 8 tháng 12. Đi đến vịnh Subic, Philippines vào ngày 11 tháng 12, nó sau đó đi sang vịnh Bắc Bộ, luân phiên nhiệm vụ hộ tống và canh phòng máy bay cho tàu sân bay Hancock với vai trò hỗ trợ hải pháo cho lực lượng trên bộ. Vào cuối tháng 3 và đầu tháng 4, 1970, nó cùng với tàu chiến của Hải quân Hoàng gia Australia và Hải quân Hoàng gia New Zealand tham gia cuộc Tập trận "Sea Rover" của Khối SEATO, rồi quay trở lại nhiệm vụ canh phòng máy bay cho tàu sân bay, lần này hoạt động cùng với chiếc Constellation (CVA-64). Tuy nhiên nó được cho tách ra hai ngày sau đó để đi đến vịnh Subic, Philippines, ở lại căn cứ này từ ngày đến ngày 19 đến ngày 24 tháng 4, rồi lên đường quay trở về Hoa Kỳ.
Về đến Long Beach vào ngày 8 tháng 5, Somers được bảo trì và nghỉ ngơi, rồi đón lên tàu 35 học viên sĩ quan dự bị cho một chuyến đi huấn luyện kéo dài năm tuần lễ, từ ngày 22 tháng 6 đến ngày 6 tháng 8. Chiếc tàu khu trục tiếp tục hoạt động từ cảng nhà cho đến ngày 13 tháng 11, khi nó lên đường cho một lượt biệt phái phục vụ khác tại khu vực Tây Thái Bình Dương. Nó hoạt động cùng Đệ Thất hạm đội từ tháng 12, 1970 đến ngày 4 tháng 5, 1971, tham gia sáu lượt canh phòng máy bay cho các tàu sân bay, ba đợt hỗ trợ hải pháo cho hoạt động tác chiến trên bộ cùng một giai đoạn phục vụ tùm kiếm và giải cứu ngoài khơi Bắc Việt Nam. Xen kẻ giữa các lượt hoạt động, con tàu viếng thăm Cơ Long, Đài Loan; Hong Kong; Singapore; và Penang, Malaysia, cũng thường xuyên ghé đến vịnh Subic, Philippines để tiếp liệu. Nó rời vịnh Bắc Bộ vào ngày 4 tháng 5 cho hành trình quay trở về Hoa Kỳ, về đến Long Beach vào ngày 23 tháng 5.
Sau khi hoạt động thường lệ từ cảng nhà Long Beach cho đến ngày 9 tháng 7, Somers chuẩn bị để được đại tu. Nó được đại tu tại Xưởng hải quân Long Beach từ ngày 9 tháng 8, đến ngày 31 tháng 12, 1971, rồi việc chạy thử máy và huấn luyện được tiếp nối vào kéo dài cho đến ngày 31 tháng 3, 1972. Con tàu lên đường vào ngày 10 tháng 4 để một lần nữa phục vụ cùng Đệ Thất hạm đội.
Đi ngang qua Trân Châu Cảng và Guam, Somers đi đến vịnh Subic, Philippines vào ngày 29 tháng 4. Nó có chuyến đi khứ hồi đến Singapore trước khi gia nhập cùng các tàu sân bay tại vịnh Bắc Bộ vào ngày 9 tháng 5. Trong lượt phục vụ tại Viễn Đông kéo dài cho đến tháng 10 này, nó có năm lượt hoạt động cùng các tàu sân bay, ba lượt hỗ trợ hải pháo cho hoạt động tác chiến trên bộ, cùng làm nhiệm vụ tại trạm canh phòng PIRAZ (Positive Identification Radar Advisory Zone: Khu vực Nhận diện và Tư vấn Radar Chủ động) và trạm phòng không Talos phía Nam. Như trước đây, con tàu ghé đến vịnh Subic để tiếp liệu, nghỉ ngơi và sửa chữa, và cũng từng viếng thăm Sasebo, Nhật Bản và Hong Kong. Nó quay trở về Long Beach vào ngày 9 tháng 11.
Trong năm 1973, Somers tiếp tục hoạt động tại chỗ từ cảng nhà và bảo trì tại Xưởng hải quân Long Beach. Nó lên đường vào ngày 9 tháng 10 cho lượt phục vụ tiếp theo tại khu vực Tây Thái Bình Dương, và đi đến cảng nhà mới Trân Châu Cảng vào ngày 15 tháng 10. Đi đến vịnh Subic, Philippines vào ngày 5 tháng 11, nó hoạt động cùng Đệ Thất hạm đội tại Viễn Đông cho đến giữa tháng 5, 1974, và quay trở về Trân Châu Cảng.

### Phục vụ sau Chiến tranh Việt Nam
Lượt phục vụ tiếp theo của Somers tại khu vực Tây Thái Bình Dương bắt đầu từ tháng 11, 1978, và khi quay trở về cảng nhà, nó được đại tu tại Xưởng hải quân Trân Châu Cảng trong gần một năm tiếp theo, hoàn tất vào ngày 4 tháng 8, 1980. Việc chạy thử máy, thử nghiệm thiết bị mới và huấn luyện kéo dài sang tận đầu năm 1981, khi nó lần lượt tham gia các cuộc tập trận READIEX 5-81 và FLEETEX 1-81 trong tháng 7. Đến ngày 3 tháng 11, 1981, chiếc tàu khu trục gia nhập đội tác chiến của tàu sân bay Constellation (CV-64) và lên đường cho đợt biệt phái phục vụ tiếp theo, chủ yếu hoạt động tại vùng biển Ấn Độ Dương. Nó từng viếng thăm các cảng Guam; Philippines; Diego Garcia; Bunbury, Australia; quần đảo Maldive; và Singapore. Sau khi tham gia cuộc tập trận READIEX 2-82 vào tháng 5, 1982, nó quay trở về Trân Châu Cảng vào ngày 16 tháng 5. Tuy nhiên mọi kế hoạch hoạt động trong tương lai bị cắt bỏ khi có thông báo con tàu sẽ được cho xuất biên chế.

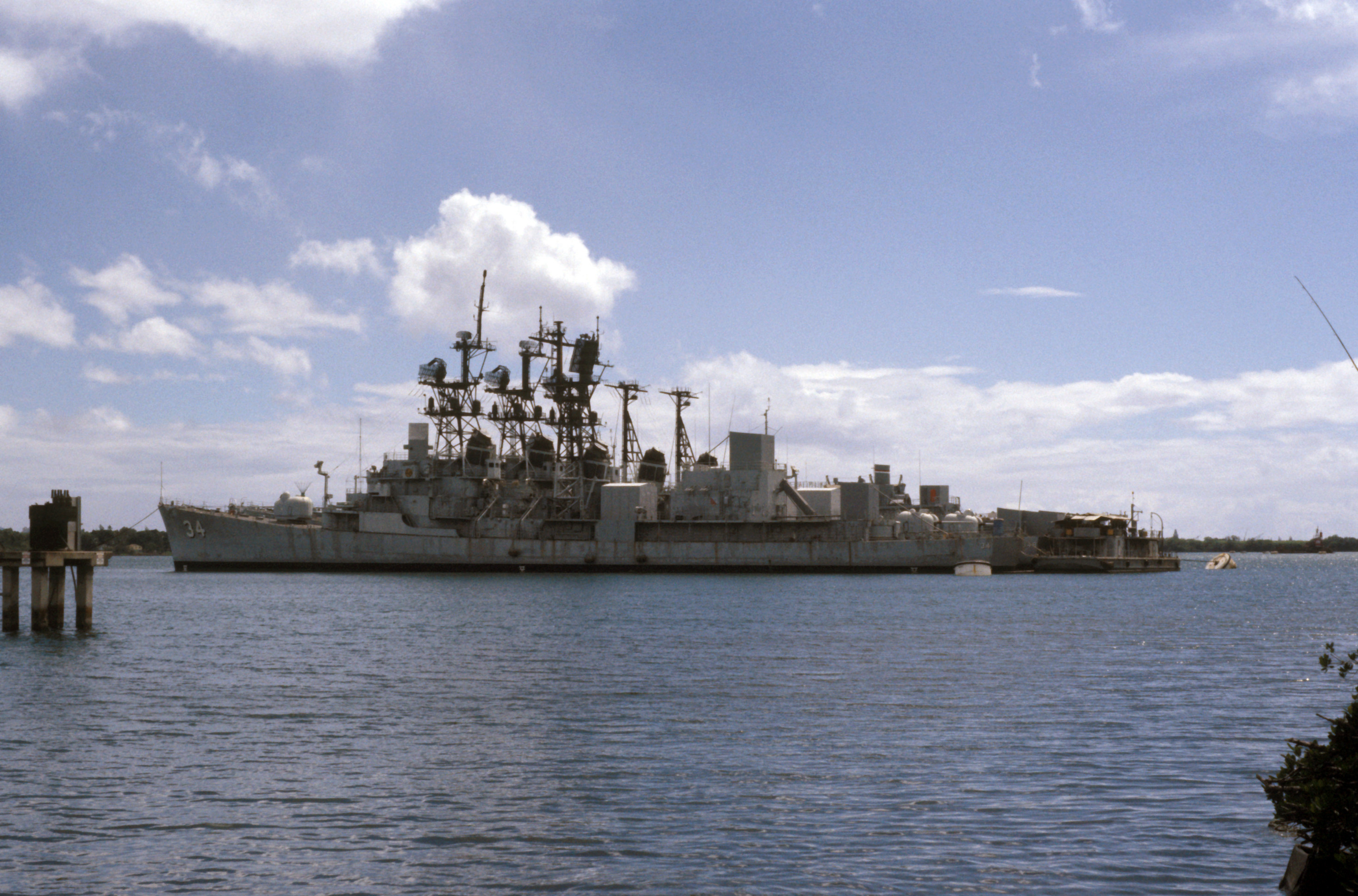
Somers bị bỏ không cùng các tàu chị em cùng lớp đã xuất biên chế tại Trân Châu Cảng, ngày 23 tháng 2 năm 1987.

Somers được cho xuất biên chế vào ngày 19 tháng 11, 1982, và được đưa về Hạm đội Dự bị Thái Bình Dương, neo đậu tại Trân Châu Cảng. Tên nó được cho rút khỏi danh sách Đăng bạ Hải quân vào ngày 26 tháng 8, 1988, và con tàu được kéo đến Port Hueneme, California để sử dụng như một tàu thử nghiệm.

### Bị đánh chìm
Đến ngày 20 tháng 5, 1998, Somers lại được kéo sang khu vực quần đảo Hawaii để bị loại bỏ như mục tiêu thực hành. Trong khuôn khổ cuộc Tập trận RIMPAC 1998, vào ngày 21 tháng 7, tại vị trí 30 nmi (56 km) về phía Tây Bắc đảo Kauai, hai máy bay ném bom B-52 Stratofortress, mỗi chiếc đã phóng một tên lửa AGM-142 Have Nap đánh trúng Somers. Sang ngày hôm sau, con tàu bị đánh chìm bởi chất nổ. Xác tàu đắm nằm ở độ sâu 280 sải (510 m), tại tọa độ 22°21′B 160°58′T / 22,35°B 160,967°T.